# Vente a Alemania, Pepe
Vente a Alemania, Pepe es una película española dirigida por Pedro Lazaga y estrenada en 1971.

## Argumento
A una pequeña aldea de Aragón llamada Peralejos llega el enriquecido Angelino (José Sacristán), oriundo de la villa y que en su día emigró a Alemania, donde supuestamente consiguió hacer fortuna. Convencido de los beneficios de emigrar al país centroeuropeo, Pepe (Alfredo Landa) se dispone a imitar a su convecino. Sin embargo, una vez instalado en Múnich, comprueba que las condiciones de vida no son, ni mucho menos, las que esperaba.
Tres años antes del estreno de la película (1968) el responsable alemán de política migratoria, Joseph Stingl visitó España para promover la emigración de trabajadores españoles, ya que Alemania necesitaba urgentemente mano de obra. En el momento del viaje de Stingl trabajaban en Alemania 115.000 españoles. En los dos años siguientes, cerca de 70.000 españoles emigraron a Alemania.

## Reparto[2]
- Alfredo Landa como Pepe.
- José Sacristán como Angelino.
- Tina Sainz como Pilar.
- Antonio Ferrandis como Don Emilio.
- Gemma Cuervo como Maria.
- Fernando Guillén como Miguel Mora.